# Александар Свирски
Александар Свирски (пре монашења Амос; село Мандера, 1448 — манастир Александер-Свирски, 30. август 1533) био је руски православни светитељ и преподобни игуман манастира. Прославља се одржава 17. (30. априла) и 30. августа (12. септембра).

## Биографија
Рођен у селу Мандера, на обали реке Ојат насупрот манастира Ведено-Оиатски, у породици сиромашних локалних сељака Стефана и Васе, који су касније такође узели монашки постриг. Према бројним истраживачима, Александар Свирски је по пореклу био Вепсијац, што је у складу са резултатима антрополошког испитивања моштију. Потврда о вепском пореклу Александра Свирског налази се у неким публикацијама Московске патријаршије. Према житију, мајка се дуго молила Богу за рођење детета и родила сина после много година стерилности. По рођењу је добио име по пророку Амосу. Када је Амос одрастао, учио је да чита и пише, али житије извештава да је учио „стагнирајући и не брзо“.

## Александро-Свирски скит манастира Валаам
У 19. години Амос је потајно отишао у манастир Валаам, где је живео 7 година као искушеник, а 1474. положио је монашки завет са именом Александар. Повукавши се на осамљено острво, касније названо Свети Александар се подвизавао око седам година у пећини. На Светом острву се сада налази Александро-Свирски скит манастира Валаам посвећен Преображењу, где је сачувана пећина и његов властити гроб ископан његовим рукама.
1485. године, по благослову игумана манастира, Александар је отишао до Светог језера, смештеног недалеко од Олонеца и реке Свир. Временом је овде формиран манастир, данас познат као манастир Александар-Свирски.
Према хагиографској литератури, прославио се многим чудима и праведним животом. У манастиру је васпитао многе ученике и многе лаике увео у веру. Најпознатиј његови ученици су Адријан Завалишин, Генадије и Никифор Важеозерскије, Корнелије Паданскиј, Терапонт Вознесенски, Касијан Соломењски и други. Неко време светитељ је живео у потпуној самоћи и водио је суров испоснички живот. Након 25 година повучености, према његовом житију, Александар је био једини руски светитељ који се удостојио виђења Свете Тројице.
Године 1506, новгородски епископ Серапион поставио је Александра за игумана манастира Свете Тројице (касније Александро-Свирски манастир Олонец, сада Тихвинска епархија).
Умро је 30. августа [9. септембра] 1533. године

## Канонизација и поштовање
Сверуско поштовање светитеља започело је убрзо након његове смрти, 1547. године, за време владавине цара Ивана Грозног, вероватно на иницијативу митрополита Макарија, који га је лично познавао. По царевој наредби, једна од капела цркве Покрова на рову била је посвећена успомени на светитеља. То се објашњава чињеницом да су на дан помена Светог Александра Свирског руске трупе извојевале 1552. важну победу над казанским принцом Епанчом. Катедрала Макариевски из 1547. године успоставила је своје опште црквено поштовање и састављена је црквена служба.
Мошти светитеља пронађене су 17. (27.) априла 1641. године. Према житију, мошти су биле нераспадљиве.